# Еньши-Туцзя-Мяоська автономна префектура
30°17′02″ пн. ш. 109°28′49″ сх. д. / 30.28391° пн. ш. 109.48025° сх. д.
Еньши-Туцзя-Мяоська автономна префектура (кит.: 恩施土家族苗族自治州) — адміністративна одиниця другого рівня у складі провінції Хубей, КНР. Центр префектури — місто Еньши.
Префектура площею 24 061 км² межує із провінцією Хунань на півдні та містом прямого підпорядкування Чунцин на заході й півночі.

## Адміністративний поділ
Префектура поділяється на 2 міста та 6 повітів:
| Карта                                                     | Карта    | Карта    | Карта            | Карта |
| --------------------------------------------------------- | -------- | -------- | ---------------- | ----- |
| Еньши Лічуань Сяньфен Лайфен Бадун Цзяньши Хефен Сюаньень |          |          |                  |       |
| Статус                                                    | Назва    | Оригінал | Населення (2010) |       |
| Місто                                                     | Еньши    | 恩施市   | 654 094          |       |
| Місто                                                     | Лічуань  | 利川市   | 310 368          |       |
| Повіт                                                     | Бадун    | 巴东县   | 420 840          |       |
| Повіт                                                     | Лайфен   | 来凤县   | 242 870          |       |
| Повіт                                                     | Сюаньень | 宣恩县   | 310 368          |       |
| Повіт                                                     | Сяньфен  | 咸丰县   | 300 618          |       |
| Повіт                                                     | Хефен    | 鹤峰县   | 199 892          |       |
| Повіт                                                     | Цзяньши  | 建始县   | 412 038          |       |